# Saint-Folquin
 Saint-Folquin  es una población y comuna francesa, situada en la región de Norte-Paso de Calais, departamento de Paso de Calais, en el distrito de Saint-Omer y cantón de Audruicq.

## Demografía
| 1415 | 1335 | 1383 | 1754 | 1973 | 2062 | 2318 |
| Para los censos de 1962 a 1999 la población legal corresponde a la población sin duplicidades (Fuente: INSEE [Consultar]) |      |      |      |      |      |      |